# 청두 J-36
J-36은 중국 쓰촨성 청두시 상공에서 J-20과 함께 비행하는 신형 항공기가 공개되었다.

## 개요
아직까진 알려진 제원은 없으나 J-36은 독특하게 삼각형에 꼬리날개가 없는 스텔스 전투기에 가까운 외관을 지니고 있다. 또 기체에 36이라는 숫자가 있으며, 중국 군사전문가 천하오양은 이 항공기가 중국군의 6세대 전투기로 보인다면서, 이 전투기는 엔진 3기를 장착해 J-20보다 크고 강한 동력으로 움직이며 전례 없는 스텔스 성능을 보유하고 있다고 분석했다. 미국 군사매체 더워존은 "이 신형 항공기의 명칭은 J-36"이라고 보도했다.

### 함재기설
국영 항공 항공국(AVIC)의 연구팀이 중국의 항공 시설에서 COVID-19 전염병과 싸우기 위해 작업을 재개하면서 월요일 위챗 공개 계정에 발표한 게시글에 따르면 2021년 차세대 기종의 처녀 비행을 예고했다. 게시글은 화요일에 삭제됐는데 심양 연구소는 중국의 첫번째 항공모함 전투기인 J-15와 중국의 두번째 J-31의 개발로 유명하다. 이러한 함재기 개발 노하우가 있는 심양 연구소가 언급된 걸로 미뤄 보아 차기 함재기일 가능성이 높다.

## 같이 보기
- 6세대 전투기
- KF-XX
- F-3 심신

### 삼발 제트기 전투기
- 삼발 제트기
- NR-349